# Историја Канаде
Историја Канаде покрива период од доласка Палеоиндијанаца на тло данашње Канаде пре више хиљада година па све до данас. Овај простор је насељен људима више миленијума разним групама домородачког становништва које је развијало сопствене трговачке мреже, веровања и друштвене поделе. Неке од ових цивилизација су давно нестале пре доласка првих Европљана и откривене су кроз археолошка истраживања. Између Европљана и локалног становништва потписан је велики број споразума и закона.
Почетком 15. века француске и британске експедиције су истраживале а затим и населиле Атланстку обалу. Француска је предала већи део својих колонија Британији 1763. године након Седмогодишњег рата. Канада је формирана као федерални доминион четири провинције 1867. године. Овиме је започет процес аутономије од Британске Империје који је озваничен Статутом из Вестминстера 1931. а завршен Актом о Канади 1982. године који је умањио зависност од британског парламента.
Канадска култура је формирана током векова мешавином домородачких, француских, британских и других обичаја. Канада је такође под јаким утицајем суседних САД. Канада данас има десет провинција и три територије, по типу уређења је парламентарна демократија и уставна монархија са краљицом Елизабетом II на челу државе.

## Предевропски период
Археолошка истраживања показују да су људи у северном Јукону живели још пре 26.500 година, а у јужном Онтарију од пре 9.500 година. Ти аутохтони народи су стигли у Северну Америку преко Беринговог мореуза између Аљаске и источног Сибира.
И Индијанци (у Канади се користи термин Први народи) и Ескими (Инуити) су живели од лова и риболова. Сваки народ је био организован у одређеним регионима и имао своје културне посебности, које су све биле повезане са природом. И поред тога анимизам је била главна религија свих домородачких народа.
Беотуци, народ који је некада живео на острву Њуфаундленд, били су први аутохтони народ који је ступио у контакт с Европљанима. Они су заслужни за израз Црвени Индијанци, који ће се накнадно односити на друге индијанске народе у Северној Америци. Због своје изолације од других аутохтоних народа, Ескими ће постати шире познати Европљанима крајем 19. и почетком 20. века, када су их француско-канадски истраживачи срели на далеком северу.
Европљани су се први пут појавили када су Викинзи населили у Ланс о Медоузу око 1000. године. Након неуспеха те колоније није било покушаја истраживања Северне Америке све до 1497. када је Џон Кабот истраживао атлантску обалу Канаде за рачун Енглеске и Жака Картијеа 1534. за рачун Француске.

### Досељавање Европљана
Француски истраживач Самјуел де Шамплен је стигао до Канаде 1603. и основао прва стална европска насеља у Порт Ројалу 1605. и Квебеку 1608. Ова насеља су постала седишта Акадије и Канаде. Од француских колониста у Новој Француској, Канадијенци су се населили дуж реке Сент Лоренс, Акадијци су се населили у данашње Канадско приморје, док су француски трговци крзном и католички мисионари истражили Велика језера, Хадсонов залив и слив Мисисипија до Луизијане. Око контроле трговином крзном избили су ратови између Француза и домаћих Ирокеза. Енглези су основали своје рибарске станице у Њуфаундленду око 1610. и колонизовали су 13 колонија на југу.

### Колонијално доба
Низ од четири интерколонијална рата је избио у периоду од 1689. до 1763. између Енглеске (касније Велике Британије) и Француске. Рат краља Вилијама (1689—1697) није донео територијалне промене, али их је дошло након Рата краљице Ане (1702—1713). Копнени део Нове Шкотске (Акадија, Њуфаундленд и област Хадсоновог залива) је дошао под британску власт по Утхрехтском миру из 1713, а по окончању Седмогодишњег рата Париским миром (1763) Канада и већи део Нове Француске су предате Великој Британији. Британци су 1745. током Рата краља Џорџа заузели француску тврђаву Луизбург на острву Кејп Бретон, али су је вратили назад 1748. одредбом Ахенског мира. По окончању Седмогодишњег рата Париским миром (1763) Канада и већи део Нове Француске су предате Великој Британији.
Краљевском објавом из 1763. од Нове Француске образована је провинција Квебек, а острво Кејп Бретон је припојено Новој Шкотској. Она је такође ограничила језичка и верска права француских насељеника. Године 1769. Острво светог Џона (данас Острво Принца Едварда) је постало посебна колонија. Да би се спречили сукоби у Квебеку, 1774. године је донет Квебечки закон, који је проширио територију Квебека до Великих језера и долине Охаја, а поново су дозвољени француски језик, католичка вера и француско грађанско право у Квебеку. Ово је разљутило многе становнике 13 колонија, што је убрзало Америчку револуцију. Париским миром из 1783. је призната независност САД, којима су припале територије јужно од Великих језера. У Канаду је из Сједињених Држава избегло око 50.000 лојалиста верних Великој Британији., као и њених индијанских савезника попут Мохиканаца. Њу Брансвик је издвојен из Нове Шкотске као део реорганизације насеља лојалиста у канадском приморју. Да би се угодило енглеским лојалистима у Квебеку, новим Уставним законом Квебек је 1791. подељен на франкофонску Доњу Канаду и англофонску Горњу Канаду, чиме је обемама странама загарантована њихова изабрана законодавна скупштина.

### Британска Северна Канада
Канада (Горња и Доња) су биле главни фронт у Рату 1812. између Велике Британије и САД. Одбрани Канаде је допринела осећај заједништва међу канадским Британцима.
Од 1815. започела је масовна имиграција Британаца и Ираца у Канаду. Дрвна индустрија је престигла трговину крзном као главну привредну делатност почетком 1800их.
Потреба за одговорном владом довела је до оружаног устанка 1837. и 1838. као знак незадовољства политичким реформама и етничким сукобима. Последица тога је био Закон о унији из 1840. који је ујединио Горњу и Доњу Канаду у Уједињену провинцију Канаду. Канађани и енглеског и француског порекла су заједно радили у парламенту на враћању права Французима. Одговорна влада је успостављена у свим Британским Северноамеричким провинцијама до 1849.
Две трговачке компаније, Компанија Хадсоновог залива и Северозападна компанија, контролисале су трговину у огромној области прерија и канадског севера. Компанија Хадсоновог залива је 1670. закупила Рупертову земљу, што јој је омогућило да има монопол над трговином крзном. Али када је Северозападна компанија покушала да ту стекне упориште, долазило је то сталних оружаних сукоба. После окршаја код Седам Храстова у Колонији Црвена река (данас Манитоба), ове две компаније су се 1821. спојиле, а нова компанија је проширила свој монопол на готово цео северозапад континента. Гранични спор са САД је разрешен 1846. године и граница је повучена по 49. паралели, западно од Великих језера. Ово је омогућило каснију колонизацију западних провинција и оснивање колоније на острву Ванкувер 1849. и колоније Британска Колумбија 1858.

### Постконфедерална Канада
После низа уставних конференција, Уставним законом из 1867, такође познатим и као Британски Северноамерички закон, основана је Канадска конфедерација, која је уједињена у један доминион Канада 1. јула 1867. са четири покрајине: Онтарио, Квебек, Нова Шкотска и Њу Брансвик. Године 1870. од Рупертове земље и Северозападне земље створене су Северозападне територије и покрајина Манитоба. Следеће године у доминион је ушла покрајина Британска Колумбија, а 1873. и Острво Принца Едварда.
Оснивање државе и политичког система је одиграло важну улогу на развој Канаде у погледу колонизације, развоја индустрије, пољопривреде и саобраћаја.
Канада је британском објавом рата Немачкој 1914. аутоматски ушла у Први светски рат. Канада је слала своју војску на Западни фронт, и она је одиграла важну улогу у том рату.
Године 1919. Канада се самостално (независно од Уједињеног Краљевства) придружила Лиги народа. Вестминстерским статутом, који је донео Парламент Уједињеног Краљевства, потврђена је независност Канаде.
Велика криза од 1929. до 1933. је донела економске проблеме целој Канади. Канада је објавила рат нацистичкој Немачкој три дана након што је то урадило Уједињено Краљевство. Канадска војска је играла значајну улогу у борбама на Атлантику, инвазији на Италију, десанту на Бретању, бици за Нормандију, ослобођењу Холандије и другим операцијама. У том периоду економија Канаде је доживела нагли развој као резултат војних набавки за Канаду, Уједињено Краљевство, Кину и Совјетски Савез. Други светски рат Канада ја завршила са једном од најбројнијих војски на свету. Током рата, Канада је постала један од земаља оснивача Уједињених нација.
Године 1949. Њуфаундленд и Лабрадор су се придружили Канадској конфедерацији као десета покрајина. Економски развој је допринео повећању наталитета и имиграције из бројних европских земаља. Овај раст, уз политику неколико узастопних влада Либералне странке, је довео до појаве новог канадског идентитета, што је обележено усвајањем садашње заставе са јаворовим листом 1965, увођењем званичне двојезичности 1969. и званичне мултикултуралности 1971. Коначно, после низа уставних конференција, Канадским законом из 1982. су прекинуте све законске зависности од британског парламента. Устав Канаде је усвојен 1982, истовремено са усвајањем Повеље о правима и слободама грађана као проширењем уставног система Канаде.
У исто време, у Квебеку су се одвијале дубоке друштвене и економске промене кроз Тиху револуцију, што је довело до раста националистичког покрета у овој покрајини и радикалнијег Фронта за ослобођење Квебека, чије су акције покренуле Октобарску кризу 1970. Једну деценију касније одржан је неуспешан референдум о независности покрајине и међудржавном повезивању с Канадом. Потоњи покушаји покушаји уставне реформе су пропали 1989. Други референдум о независности Квебека одржан је 1995, којим је независност одбијена тесном већином од 50,6% према 49,4%. Врховни суд Канаде је пресудио да би једнострано проглашење независности било неуставно, а у парламенту је усвојен Закон о јасноћи којим су прецизирани услови договорног напуштања конфедерације.
Током 1980-их, за време премијера Брајана Малрунија, Канада се приближила САД у економским и политичким односима. Са САД, а касније и са Мексиком је потписан споразум о слободној трговини (познат као НАФТА - северноамерички споразум за слободну трговину).
Након разних миротворних мисија од 1950-их до 1990-их, Канада је учествовала у рату у Авганистану 2001, али је одбила да учествује у инвазији Ирака 2003. За то време у Канади, након бројних правних борби, као и уз неке насилне сукобе, Канада је 1999. омогућила ескимску самоуправу оснивањем територије Нунавут, и испунила захтеве народа Низга у Британској Колумбији.